# Matt Urban
Matt Louis Urban, właśc. Mateusz Urbanowicz (ur. 25 sierpnia 1919 w Buffalo w stanie Nowy Jork, zm. 4 marca 1995 w Holland w stanie Michigan) – amerykański wojskowy polskiego pochodzenia, podpułkownik armii amerykańskiej, uczestnik II wojny światowej.

## Życiorys
Urodził się w Buffalo w rodzinie polskich imigrantów. Uzyskał licencjat z historii na Uniwersytecie Cornell w Nowym Jorku. 2 lipca 1941 wstąpił do Korpusu Oficerów Rezerwy (ROTC) armii amerykańskiej i, po odbyciu przeszkolenia w Fort Bragg w Karolinie Północnej, został skierowany do 60 Pułku Piechoty 9 Dywizji Piechoty, z którym odbył sześć kampanii bojowych na froncie II wojny światowej. Walczył w Algierii, Tunezji, na Sycylii, we Francji i w Belgii. Z czasem doszedł do stopnia kapitana i stanowiska dowódcy batalionu.
W 1944, po odniesieniu poważnej rany karku i uszkodzeniu strun głosowych (lekarze nie rokowali szans na przeżycie), został odesłany do USA, a w lutym 1946 przeniesiony w stan spoczynku. Podczas 20-miesięcznej służby na froncie wykazał się nadzwyczajną odwagą osobistą, umiejętnością dowodzenia i pozytywnego wpływania na morale żołnierzy. Za swą postawę uznany za najwaleczniejszego żołnierza amerykańskiego w II wojnie światowej.
Otrzymał łącznie 29 amerykańskich, francuskich i belgijskich odznaczeń wojskowych, a wśród nich Medal Honoru (otrzymało go około 400 uczestników II wojny światowej), Legię Honorową, dwukrotnie Srebrną Gwiazdę, trzykrotnie Brązową Gwiazdę i siedmiokrotnie Purpurowe Serce za odniesione rany.

## Odznaczenia
- Combat Infantry Badge
- Medal Honoru (Medal of Honor)
- Srebrna Gwiazda (Silver Star) – dwukrotnie
- Legia Zasługi (Legion of Merit)
- Brązowa Gwiazda (Bronze Star) – trzykrotnie
- Purpurowe Serce (Purple Heart) – siedmiokrotnie
- Presidential Unit Citation
- American Defense Service Medal
- Medal Kampanii Amerykańskiej
- Medal Kampanii Europy-Afryki-Bliskiego Wschodu
- Medal Zwycięstwa w II Wojnie Światowej
- Kawaler Legii Honorowej (Chevalier Légion d'honneur, Francja)
- Krzyż Wojenny z palmą (Croix de Guerre, Francja)
- I inne

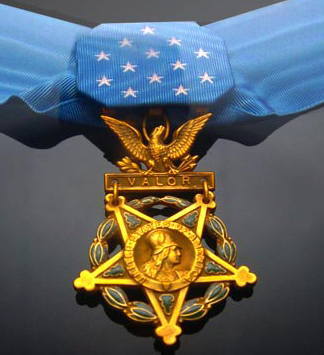
Medal Honoru

W związku z bałaganem biurokratycznym wniosek o nadanie mu Medalu Honoru przeleżał w archiwach Pentagonu 35 lat, by wreszcie, 19 lipca 1980 prezydent USA Jimmy Carter udekorował Matta Urbana tym najwyższym odznaczeniem amerykańskim.
A oto końcowy fragment uzasadnienia nominacji do Congressional Medal of Honor:

Sposób, w jaki dowodził kapitan Urban, jego bezgraniczna odwaga, śmiałość i powtarzane wystawianie się na ryzyko w polu ostrzału, były przykładem dla całego batalionu. Walecznością i zdecydowaniem kapitan Urban podtrzymał chwalebne tradycje Armii Stanów Zjednoczonych i zasłużył na najwyższą nagrodę.

Zmarł 4 marca 1995 w Holland w stanie Michigan. Został pochowany na Narodowym Cmentarzu w Arlington w stanie Wirginia.

## Związki z Polonią
Urban był blisko związany ze środowiskami polonijnymi, m.in. dwukrotnie był marszałkiem polskiej parady w Hamtramck, należał do Polskiego Legionu Weteranów Amerykańskich (ang. The Polish Legion of American Veterans – PLAV). O swych przeżyciach napisał książkę The Matt Urban’s Story. Polonia amerykańska od lat zabiega o to, by poczta (US Postal Service) wydała znaczek z jego podobizną. Jak dotąd bezskutecznie, głównie za sprawą hollywoodzkiego lobby, które na czołowego bohatera USA kreowały Audiego Murphy’ego (również 29 odznaczeń, ale bez Legii Honorowej), dzielnego żołnierza, a następnie aktora filmowego, szczególnie znanego z autobiograficznego filmu Do piekła i z powrotem.